# ساختارهای رسوبی
ساختارهای رسوبی شامل انواع ویژگی‌های رسوبات و سنگ‌های رسوبی است که در زمان نهشته‌گذاری تشکیل شده‌اند.
رسوبات و سنگ‌های رسوبی با لایه‌بندی مشخص می‌شوند که زمانی رخ می‌دهد که لایه‌هایی از رسوب با اندازه‌های مختلف ذرات روی هم قرار گیرند. کلفتی این لایه‌ها از میلی‌متر تا سانتی‌متر متغیر است و حتی می‌تواند به متر یا چند متر نیز برسد.
ساختارهای رسوبی مانند بستر مورب، بستر درجه‌بندی‌شده و موج‌نقش در مطالعات چینه‌شناسی برای نشان دادن موقعیت اصلی چینه‌ها در زمین‌های پیچیده زمین‌شناسی و درک محیط رسوبی رسوب استفاده می‌شود.

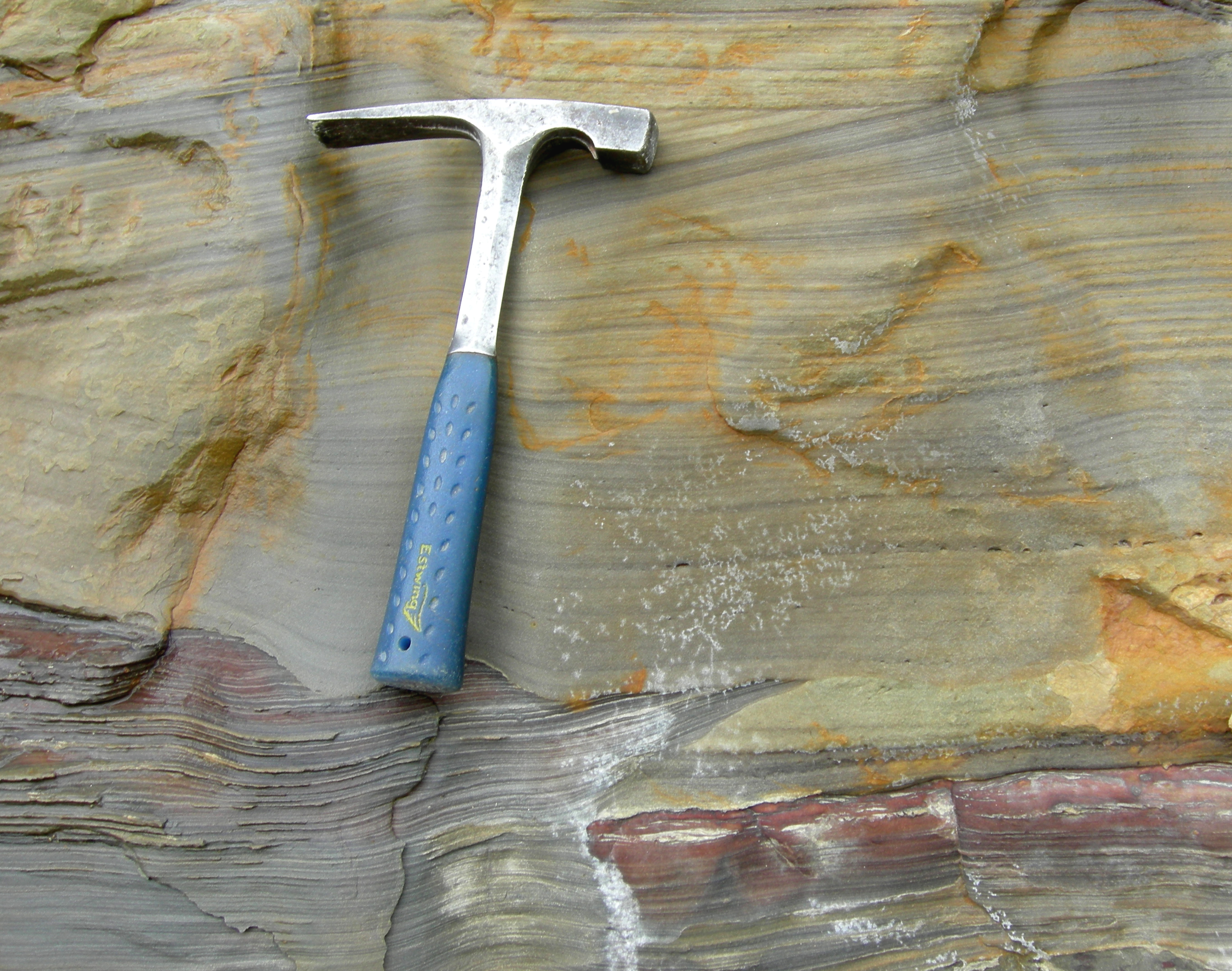
بسترسازی و آبشستگی در یک ماسه‌سنگ ریز (سازند لوگان، می‌سی‌سی‌پی، شهرستان جکسون، اوهایو)

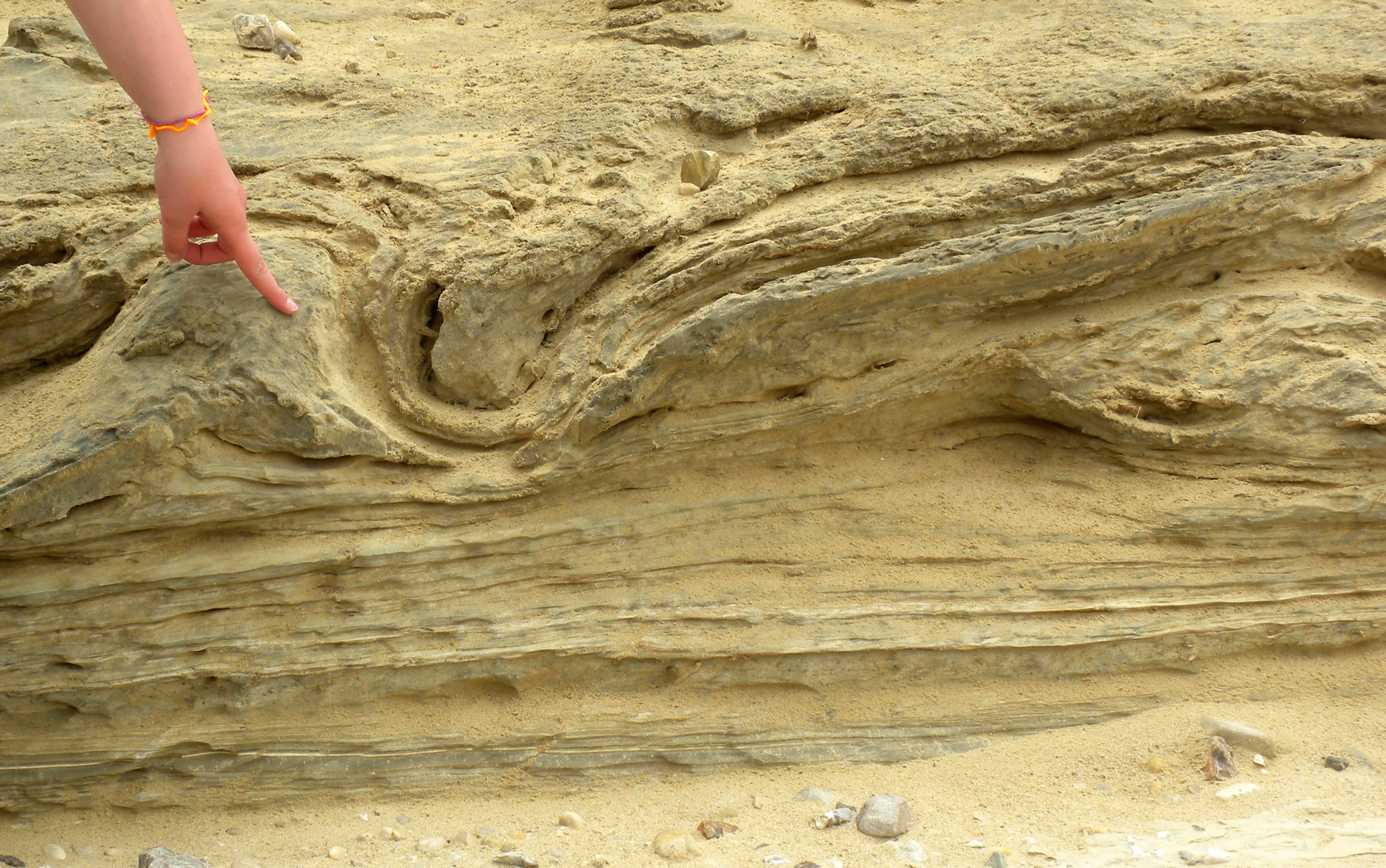
تغییر شکل نرم رسوب (احتمالاً بر اثر یک زلزله) در رسوبات دریای مرده، اسرائیل